# Ammunitionsrydningstjenesten
Ammunitionsrydningstjenesten, også kendt som Explosive Ordnance Disposal eller blot EOD, er en dansk enhed, som har til opgave at fjerne ueksploderet ammunition.
Opgaven kan deles i en decideret militær opgave og en civil beredskabsorienteret opgave.
Militæret sørger for rydning af eksplosiver på egne områder som kaserner og skydeterræner og i krigszoner.
Den civile opgave vedrører typisk bombetrusler og funden ammunition på områder som banegårde og havne. For at beskytte mandskab undersøger en bomberobot som Rullemarie den mistænkelige genstand. Andre myndigheder får konsulentbistand efter behov.
I 2010 overgik noget af fyrværkeridelen, både lovligt og ulovligt, fra EOD til Hjemmeværnet. I samarbejde med EOD i Skive er cirka 70 frivillige uddannet til at varetage rydning og bortskaffelse af fund af lovligt og ulovligt fyrværkeri i Danmark. Hjemmeværnets Rydningsassistenter (RYDASS) er opdelt i otte distrikter og bliver indsat cirka 200 gange om året.
Opgaven varetages i Danmark af:
- Hærens ingeniørtropper fra kasernen i Skive og ved Pionergården (tidligere Birkelund) ved Aflandshage på Amager.
- Søværnet fra Marinestation Kongsøre, hvor minørtjenesten har til huse med Frømandskorpset
- Hjemmeværnet ved lovlige og ulovlige fyrværkerifund

I udlandet er de tilsvarende enheder ofte underlagt politiet.